# 다나카 쇼
다나카 쇼(일본어: 田中 憧, 1994년 11월 21일~)는 일본의 축구 선수이다.

## 구단 경력
그는 2017년 J3리그의 그루자 모리오카에 입단했다. 2018년까지 20경기에 출전. 2019년 일본 지역 리그의 오코시야스 교토 AC로 이적했다. 2020년 후쿠야마 시티 FC로 이적, 4년동안 팀에서 뛰었다. 2024년 베로스크로노스 쓰노로 이적했다.